# Myrmecodia sterrophylla
Myrmecodia sterrophylla är en måreväxtart som beskrevs av Elmer Drew Merrill och Lily May Perry. Myrmecodia sterrophylla ingår i släktet Myrmecodia och familjen måreväxter. Inga underarter finns listade i Catalogue of Life.